# Coste (Maser)
Coste è una frazione del comune di Maser, in provincia di Treviso.

## Geografia fisica
Situata tra il capoluogo comunale e Crespignaga, come questi ultimi si addossa ai piedi dei colli Asolani, venendo sovrastata dal colle Argenta (423 m s.l.m.).

## Monumenti e luoghi d'interesse

### Chiesa parrocchiale
Fu forse innalzata sulle rovine di un fortilizio e pare che la base del campanile fosse stata ricavata da una delle torri. D'altra parte, c'è chi afferma che la chiesa avesse origini più antiche e che in passato avesse offerto rifugio alla popolazione durante le invasioni nemiche.
Verosimilmente, l'edificio originario risale alla fine del X secolo e, diversamente da oggi, presentava l'abside rivolto a oriente, come tutte le chiese più antiche. Sul finire del Seicento fu completamente rifatta. Un ulteriore intervento si ebbe negli anni 1880 con la costruzione delle navate laterali.
All'interno si conservano opere di notevole valore. Si citano anzitutto una croce astile di rame in stile gotico-bizantino e una statua quattrocentesca di San Tommaso in legno dorato. Delle pitture, si ricordano una Deposizione attribuita a Palma il Giovane, quattro tele di scuola veneta e gli affreschi - mediocri - di Noè Bordignon. Per quanto riguarda le sculture, si ricordano i vari lavori del Torrettino e della sua scuola, tra cui una Crocifissione e il Sudario del paliotto. Di grande pregio l'organo Francesco Zanin, conservato all'interno, del 2001
Dal punto di vista istituzionale, rappresentò un'importante pieve e tuttora il suo parroco ha il titolo di arciprete.

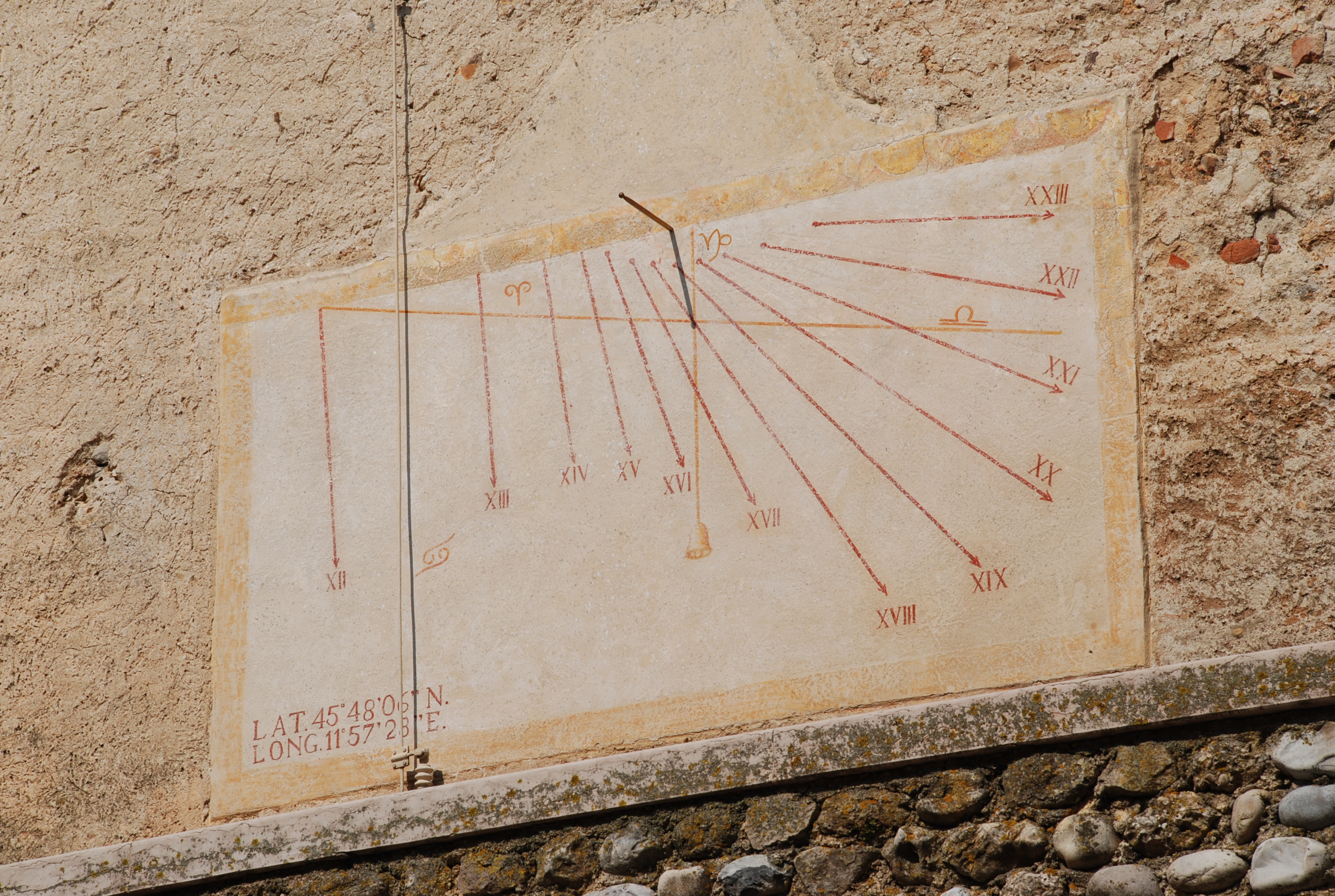
Meridiana visibile sulla parete sud della chiesa parrocchiale. Segna le antiche ore italiche.

### Casa canonica
Degna di nota è anche la canonica, originaria della metà del Seicento.

### Monumento ai Caduti
Fu inaugurato nel 1926 e per erigerlo fu spostata la fontana che ora si trova presso il muro di villa Sernagiotto.
Su un basamento in marmo simile a una doppia tomba, si erge un lastrone a semicerchio con due medaglioni bronzei, simboleggianti, rispettivamente, la vergogna del disertore e i genitori che piangono la morte del figlio in guerra. Tra questi due elementi si colloca una lapide con incisi i nomi dei costesi morti nella grande guerra. Il monumento si conclude con una statua bronzea della Vittoria che reca in mano la fiaccola dell'amore.

### Oratorio di San Vittore
Grazioso edificio costruito a mezza costa, a nord della parrocchiale. Stando a una lapide murata sulla facciata, l'edificio fu costruito nel 1686 dal sacerdote Giuseppe Trieste, nobile di Asolo.